# Omphalestra nigricincta
Omphalestra nigricincta är en fjärilsart som beskrevs av M.Gaede 1916. Omphalestra nigricincta ingår i släktet Omphalestra och familjen nattflyn. Inga underarter finns listade i Catalogue of Life.